# Acanthinevania eximia
Acanthinevania eximia är en stekelart som först beskrevs av August Schletterer 1886.  Acanthinevania eximia ingår i släktet Acanthinevania och familjen hungersteklar. Inga underarter finns listade i Catalogue of Life.